# Bakiga
I Bakiga, o Abakiga o Kiga o Chiga, dove l'etnonimo significa "popolo delle montagne", sono un gruppo etnico che abita le regioni sudoccidentali dell'Uganda, al confine con il Ruanda. Al censimento ugandese del 2014 risultarono  2 390 446 Kiga, pari al 7,1% della popolazione totale, dato che li rende il quarto gruppo etnico più numeroso del Paese. Parlano una lingua bantu chiamata rukiga, imparentata con il kinyarwanda.
Si crede che i Bakiga abbiano le loro origini in Ruanda, dal quale migrarono verso nord nei secoli XVI e XVII. A differenza degli altri popoli bantu dell'area dei Grandi Laghi, i Bakiga non hanno una storia di un regno centralizzato, ma hanno avuto una società basata su clan, lignaggi e famiglie.
Anche se oggi la maggior parte dei Bakiga è cristiana, la religione tradizionale è centrata sul dio creatore Ruhanga, una divinità condivisa con altri popoli dell'area.